# Театральна академія

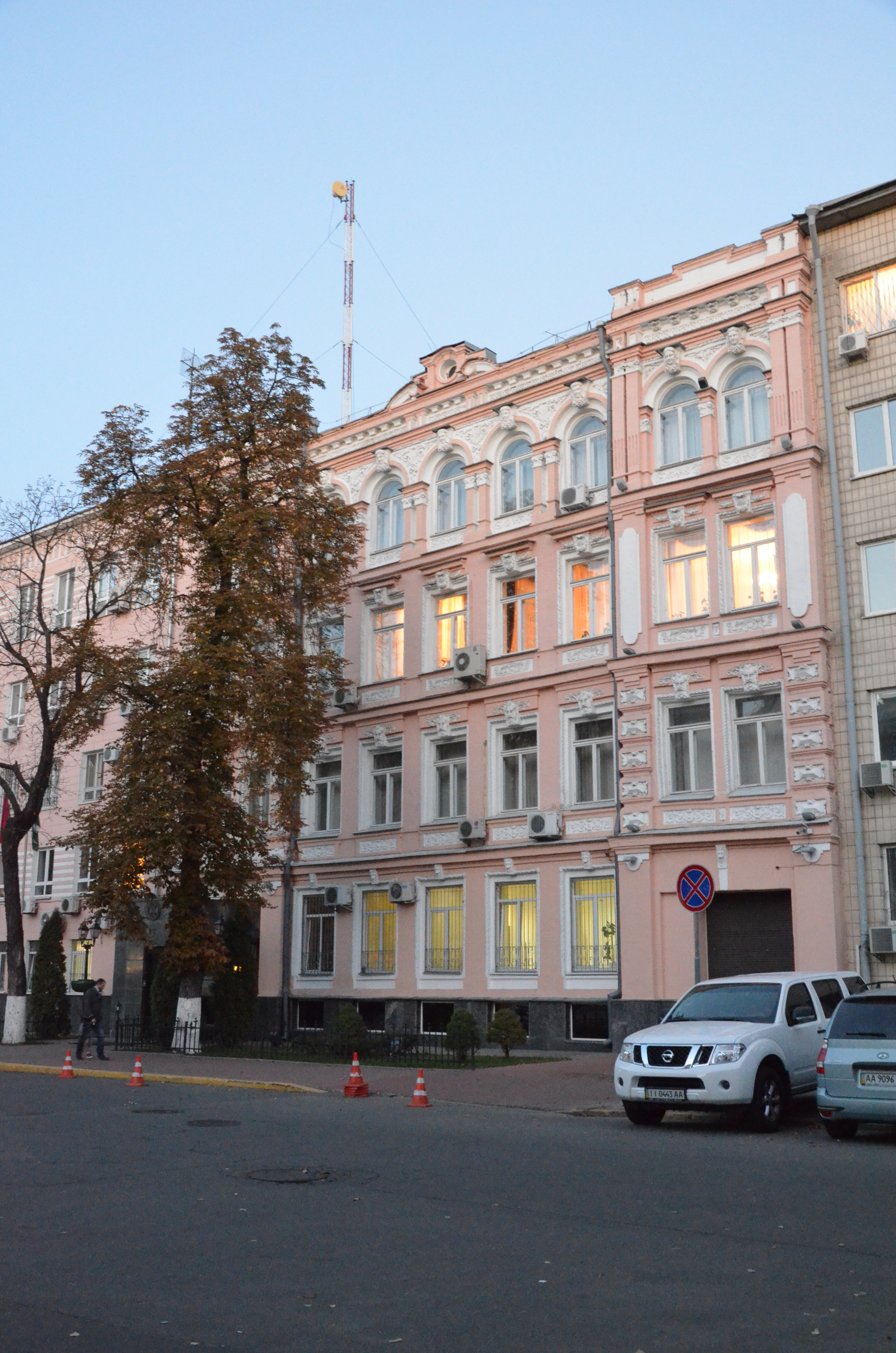
Житловий будинок на вул. Золотоворітській, 3, в якому діяла «Театральна академія»

Акаде́мія театра́льна — навчальний заклад, який діяв упродовж 1919 року в Києві під керівництвом Володимира Сладкопєвцева. Навчання проводились у будинку за адресою: вул. Золотоворітська, 3.

## Загальні відомості
Навесні 1918 року в Києві з метою оновлення театрального мистецтва була створена «Драматична консерваторія», яка діяла в одній зі шкіл на околиці міста і мала статус училища. У ній викладали Г. К. Крижицький, А. О. Альшванг, С. С. Мокульський, М. П. Алексєєв, В. Ф. Асмус, С. Ю. Висоцька, Є. Дерев'янко-Просвєтов. Училище проіснувало до 1919 року.
Після закриття «Драматичної консерваторії» кооперативним Товариством соборної творчості «Взыскующие града», яке з весни і до кінця 1919 року (при владі більшовиків, а потім денікінців) займалося в Києві розвитком театру, кіно, літератури й журналістики, була створена Театральна академія.
Засновниками Академії були Г. К. Крижицький та В. В. Сладкопєвцев.
Навчальна програма передбачала спеціальні та загальноосвітні дисципліни.
При Академії були організовані:
- майстерня художнього слова, яка включала відділ поезії (керівник Ілля Еренбург);
- майстерня драматургії (керівники Георгій Крижицький, Володимир Сладкопєвцев);
- майстерня журнально-газетної роботи;
- кіносценарна майстерня;
- майстерня художньої критики.

Та вже восени 1919 року частина викладачів і студентів Театральної академії перейшли до Музично-драматичного інституту ім. М. Лисенка, створеного ще 1918 року на базі Музично-драматичної школи імені Миколи Лисенка. Володимир Сладкопєвцев був професором цього вишу в 1918—1923 роках.

## Відомі викладачі
- А. О. Альшванг (історія музики), музикознавець
- С. С. Мокульський (історія театру), мистецтвознавець
- М. П. Алексєєв (історія російського театру), літературознавець
- О. Й. Дейч, літературознавець
- О. С. Вознесенський-Бродський, кінодраматург, критик
- С. Ю. Висоцька (акторська майстерність), акторка і режисер
- Г. К. Крижицький (акторська майстерність), режисер
- Є. М. Кузьмін, мистецтвознавець
- А. Г. Бовшек, художнє слово
- Л. Л. Лук'янов, режисер, грим

## Відомі слухачі
- Є. А. Дроб'язко (поет і перекладач)
- М. О. Левкоєв (згодом — народний артист РРФСР)
- В. В. Куза (згодом — заслужений артист РРФСР)
- Н. О. Розенель-Луначарська (актриса, драматург, перекладачка)
- Г. В. Артоболевський (майстер художнього слова, письменник, вчений-зоолог)
- К. О. Агранович-Шульман, акторка, концертна адміністраторка[3]